# Révolution somalienne
Guerre civile somalienne
La révolution somalienne a commencé en 1986 quand Mohamed Siad Barre commença à attaquer les groupes et clans dissidents avec les forces spéciales, les « Bérets rouges » (Duub Cas). Ceux-ci se renforcèrent en une décennie après que Siad Barre se soit détourné de l'Union soviétique et se soit rapproché des États-Unis et la guerre de l'Ogaden de 1977 à 1978. Quand Siad Barre fut blessé dans un accident automobile le 23 mai 1986, ses rivaux – au sein même de son gouvernement et parmi les groupes révolutionnaires – devinrent plus audacieux et entrèrent en conflit ouvert.
La révolution se découpe en deux phases :
- du 23 mai 1986 au 26 janvier 1991 : les évènements et les mouvements révolutionnaires avant la chute de Siad Barre,
- du 26 janvier 1991 au mois d'avril 1992 : les évènements et mouvements révolutionnaires après la chute de Siad Barre mais avant l'arrivée des missions des Nations unies en Somalie (ONUSOM I, UNITAF, ONUSOM II) et l'Opération Restore Hope.

Au cours de la guerre civile, l'armée a commis le génocide des Isaaq entre 1987 et 1989.

## Sources
- (en) Cet article est partiellement ou en totalité issu de l’article de Wikipédia en anglais intitulé « Somali Rebellion » (voir la liste des auteurs).